# افغانستان در المپیک تابستانی ۱۹۸۸
افغانستان به رقابت در بازی‌های المپیک تابستانی ۱۹۸۸ در سئول پس از تحریم بازی‌های سال ۱۹۸۴ بازی‌های المپیک تابستانی در لس آنجلس بازگشت.

## کشتی

### مردان آزاد
| ورزشکار     | وزن    | دور ۱                  | دور ۲                     | دور ۳                      | دور ۴      | دور ۵      | فینال      | فینال |
| ورزشکار     | وزن    | نتیجه                  | نتیجه                     | نتیجه                      | نتیجه      | نتیجه      | نتیجه      | رتبه  |
| ----------- | ------ | ---------------------- | ------------------------- | -------------------------- | ---------- | ---------- | ---------- | ----- |
| محمد رازیگل | −48 ک‌گ | Gunawan (INA) · W 3-1  | Karamchakov (URS) · L 1-3 | Tsonov (BUL) · L 1-3       | صعود نکرد. | صعود نکرد. | صعود نکرد. |       |
| احمد نصیر   | −52 ک‌گ | Tutsch (FRG) · W 3-1   | Jong-O (KOR) · L 1-3      | Sato (JPN) · L Fall        | صعود نکرد. | صعود نکرد. | صعود نکرد. |       |
| علیداد      | −62 ک‌گ | Skubacz (POL) · L 1-3  | Oporto (PAN) · W 3-0      | Lehto (FIN) · L 0-3        | صعود نکرد. | صعود نکرد. | صعود نکرد. |       |
| محمد شیر    | −68 ک‌گ | Amaraa (MGL) · L 0-4   | Carr (USA) · L 0-4        | صعود نکرد.                 | صعود نکرد. | صعود نکرد. | صعود نکرد. |       |
| محمد تاج    | −90 ک‌گ | Türkkaya (TUR) · L 1-3 | Guèye (SEN) · W Fall      | Deskoulidis (GRE) · L Fall | صعود نکرد. | صعود نکرد. | صعود نکرد. |       |